# Raszid as-Sulh
Raszid as-Sulh (arab. رشيد الصلح, ur. 1926, zm. 27 czerwca 2014) – libański polityk, dwukrotny premier Libanu (1974–1975, 1992).